# ベジャス・アルテス駅

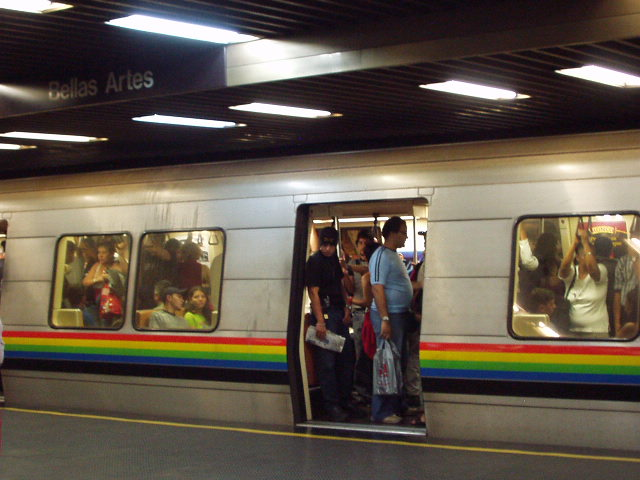
ホーム

ベジャス・アルテス駅（ベジャス・アルテスえき、Estación Bellas Artes）は、ベネズエラのカラカスにあるカラカス地下鉄1号線の地下鉄駅である。首都地区のリベルタドル市カンデラリア区にある。ベジャス・アルテスとは、スペイン語で「美術」を意味する。1983年3月27日開業。

## 駅の構造
地下1階が改札と切符売り場、地下2階が島式1面2線のホームである。メヒコ通り（メキシコ通り）の下にあり、この通りに沿って出入口が4か所ある。

## 駅の周辺
周辺には美術館、博物館が多い。南方にパルケセントラルがある。

## 隣の駅
パルケ・カラボボ駅 - ベジャス・アルテス駅 - コレヒオ・デ・インヘニエーロス駅